# Theodor Maas-Ewerd
Theodor Maas-Ewerd (* 6. Februar 1935 in Senden; † 20. September 2002 in Klosterneuburg, Österreich) war ein deutscher katholischer Theologie und Liturgiewissenschaftler.

## Leben
Nach dem Abitur trat Theodor Maas-Ewerd in das Priesterseminar in Münster ein und studierte in an der dortigen Universität sowie in Passau Philosophie und Theologie. 1961 empfing er die Priesterweihe. 1967 wurde er mit einer Dissertation zum Thema Liturgie und Pfarrei. Einfluß der Liturgischen Erneuerung auf Leben und Verständnis der Pfarrei im deutschen Sprachgebiet an der Universität Münster promoviert. 1976 erfolgte seine Habilitation in der Liturgiewissenschaft ebenfalls in Münster.
Nachdem er 1978 einen Lehrauftrag an der Ruhr-Universität Bochum erhalten hatte, wurde er 1980 zum Ordinarius für Liturgiewissenschaft an der Katholischen Universität Eichstätt berufen, wo bis zu seiner Emeritierung 2000 lehrte.

## Ehrungen
- Päpstlicher Ehrenprälat, 1986
- Bundesverdienstkreuz am Bande, 2000
- Canonicus honorarius des Augustiner-Chorherren-Stifts Klosterneuburg, 2001

## Veröffentlichungen (Auswahl)
- Liturgie und Pfarrei. Einfluss der liturgischen Erneuerung auf Leben und Verständnis der Pfarrei im deutschen Sprachgebiet. Münster 1969.
- Die Krise der liturgischen Bewegung in Deutschland und Österreich. Studien zu den Auseinandersetzungen um die „liturgische Frage“ in den Jahren von 1939 bis 1944. Regensburg 1981.
- Vom Pronaus zur Homilie. Ein Stück „Liturgie“ in jüngster Geschichte und pastoraler Gegenwart. Eichstätt 1991.